# ينغي كهريز (إبراهيم أباد)
ینغي کهریز (بالفارسية: ینگی کهریز) هي قرية تقع في إيران في قسم ابراهیم أباد الريفي. يقدر عدد سكانها بـ 173 نسمة .